# Cannon Hall
Cannon Hall est une maison de campagne située entre les villages de Cawthorne et High Hoyland, à environ 8 km à l'ouest de Barnsley, dans le Yorkshire du Sud, en Angleterre. À l'origine la maison des Spencer et plus tard de la famille Spencer-Stanhope, il abrite aujourd'hui des collections de beaux meubles, peintures, céramiques et verrerie. Il abritait autrefois le Musée régimentaire des 13e/18e Royal Hussars (Queen Mary's Own) et des Light Dragoons, qui est maintenant fermé . Occupant désormais quatre salles dans l'aile est, l'exposition « Family of Artists » prêtée par la Fondation De Morgan, qui s'appuie sur les liens entre les Spencer Stanhopes et les De Morgan .
Le bâtiment est construit en grès nivelé avec des bordures en pierre de taille avec une disposition symétrique d'un bloc central de 3 étages de 5 travées et des ailes latérales de 2 étages de 3 travées légèrement en retrait .

## Histoire
Bien qu'il y ait eu une maison sur le site lorsque l'enquête Domesday de 1086 est menée, Cannon Hall prend son nom actuel de l'habitant du XIIIe siècle Gilbert Canun. À la fin du XIVe siècle, Cannon Hall appartient à la famille Bosville, d'Ardsley, aujourd'hui une banlieue au sud-est de Barnsley. C'est durant cette période que se produit l'événement le plus violent de l'histoire de Cannon Hall. Les Bosville ont loué le manoir à une famille (dont le nom a été perdu), dont la fille est amoureuse d'un homme nommé Lockwood. Lockwood est impliqué dans le meurtre de Sir John Elland, le haut shérif du Yorkshire. Le locataire, effrayé de la situation dans laquelle il pourrait se trouver de loger un fugitif, fait prévenir Bosville. Les hommes de Bosville arrivent à Cannon Hall, où le fugitif est tué d'une manière cruelle et violente.
L'histoire de Cannon Hall se calme après cet épisode particulièrement désagréable. En 1660, le domaine est acheté par John Spencer, un fabricant gallois de râteaux à foin. La famille Spencer arrive dans le Yorkshire en provenance du Montgomeryshire dans les frontières galloises, un endroit plus sûr que le Pays de Galles pour ceux qui ont des sympathies royalistes comme celles des Spencer (John Spencer a même réussi à obtenir le pardon de Charles II lui-même lorsque John est détenu dans la prison de York sur des accusations d'homicide involontaire). La famille Spencer est active dans l'industrie sidérurgique et houillère locale - notamment sous John Spencer (mort en 1729) qui profite de la mort de ses associés pour en prendre le contrôle . La famille construit un immense empire et finance la reconstruction de Cannon Hall.
Le noyau de l'actuel Cannon Hall est construit à l'ouverture du XVIIIe siècle pour John Spencer Stanhope, peut-être par John Etty de York, plus sûrement avec des menuiseries intérieures de William Thornton, un autre artisan local bien connu. Il est agrandi avec l'ajout d'ailes en 1764-1767 par le premier architecte mi-géorgien travaillant dans le Yorkshire, John Carr (architecte) (en). Par la suite, les ailes sont rehaussées, donnant la masse plutôt haute bloquée que l'on voit aujourd'hui. Le dernier membre de la famille, Elizabeth, vend la maison au conseil de Barnsley en 1951.
Cannon Hall Museum ouvre ses portes au public en 1957 .

## Activités actuelles
Le musée, le parc et les jardins de Cannon Hall sont détenus et exploités par le District métropolitain de Barnsley. Le château propose un programme d'événements, notamment le bal annuel de la Régence, une foire de Noël chaque année en décembre et des visites guidées, des ateliers et des activités pour les enfants tout au long de l'année. Un fleuriste, une boutique de plantes et de cadeaux a également été récemment créé dans l'ancienne dépendance du hangar de rempotage à côté du jardin clos.

### Jardins et collection de plantes historiques

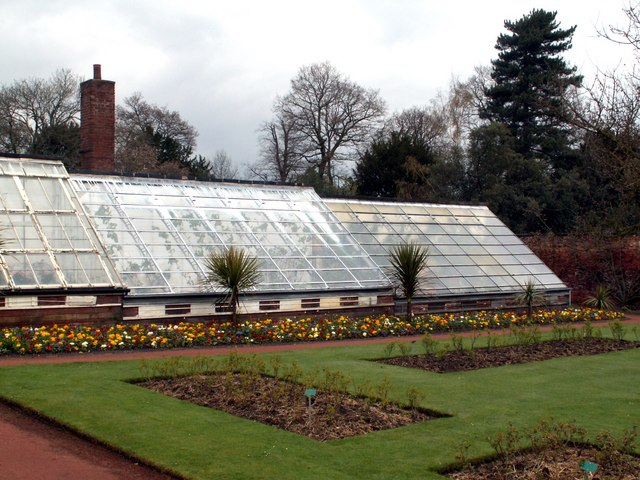
Les serres du jardin clos de Cannon Hall

Le parc entourant la salle est aménagé au XVIIIe siècle par Richard Woods de Chertsey et comprend des hectares de parc, de lacs, de cascades, de folies et de panoramas. Les terrains d'agrément victoriens sont situés à proximité du jardin clos géorgien, qui abrite une collection de plus de quarante variétés de poiriers, entre autres plantes.
Les serres centrales reconstruites à l'époque victorienne abritent également la vigne d'origine Cannon Hall Muscat. Réputé cultivé à partir d'une graine ramenée de Grèce par John Spencer Stanhope, le grand raisin de table blanc est largement cultivé en Californie et en Australie occidentale (orthographe locale, Canon Hall Muscat) et sert de porte-greffe pour un certain nombre de cultivars hybrides haut de gamme, dont le Cépage Pione du Japon .

### Fondation De Morgan

La Nuit et le Sommeil, par Evelyn De Morgan, en 1878.

En mars 2016, le Cannon Hall Museum et la De Morgan Foundation, un organisme de bienfaisance  préservant le travail de William De Morgan et Evelyn De Morgan, concluent une collaboration qui voit l'ouverture de l'exposition à long terme « Family of Artists » dans l'aile est du Musée .